# Війна за Акрі
Війна за Акрі (ісп. Guerra del Acre, також відома як Каучукова війна, а в Бразилії — як Революція Акрі, порт. Revolução Acreana) — збройний прикордонний конфлікт через територіальну суперечку між Бразилією і Болівією, що також торкнувся Перу. Відбувався у дві фази протягом 1899—1903 років (хоча основні бойові дії тривали 1903 року). Причиною стала суперечка двох країн щодо контролю над територією Акрі, багатою каучуковим деревом (гевеєю) та золотоносними родовищами. Війна завершилася перемогою Бразилії, подальшою анексією територій Акрі, на які раніше поширювався суверенітет Болівії та Перу, та підписанням 17 листопада 1903 Петрополіського договору.
Від кінця XIX і приблизно до середини XX століття гевея була важливою сировиною для розвитку автомобільної та транспортної промисловості, оскільки синтетичний каучук, який нині використовується для виготовлення шин, був тоді невідомий.

## Передісторія

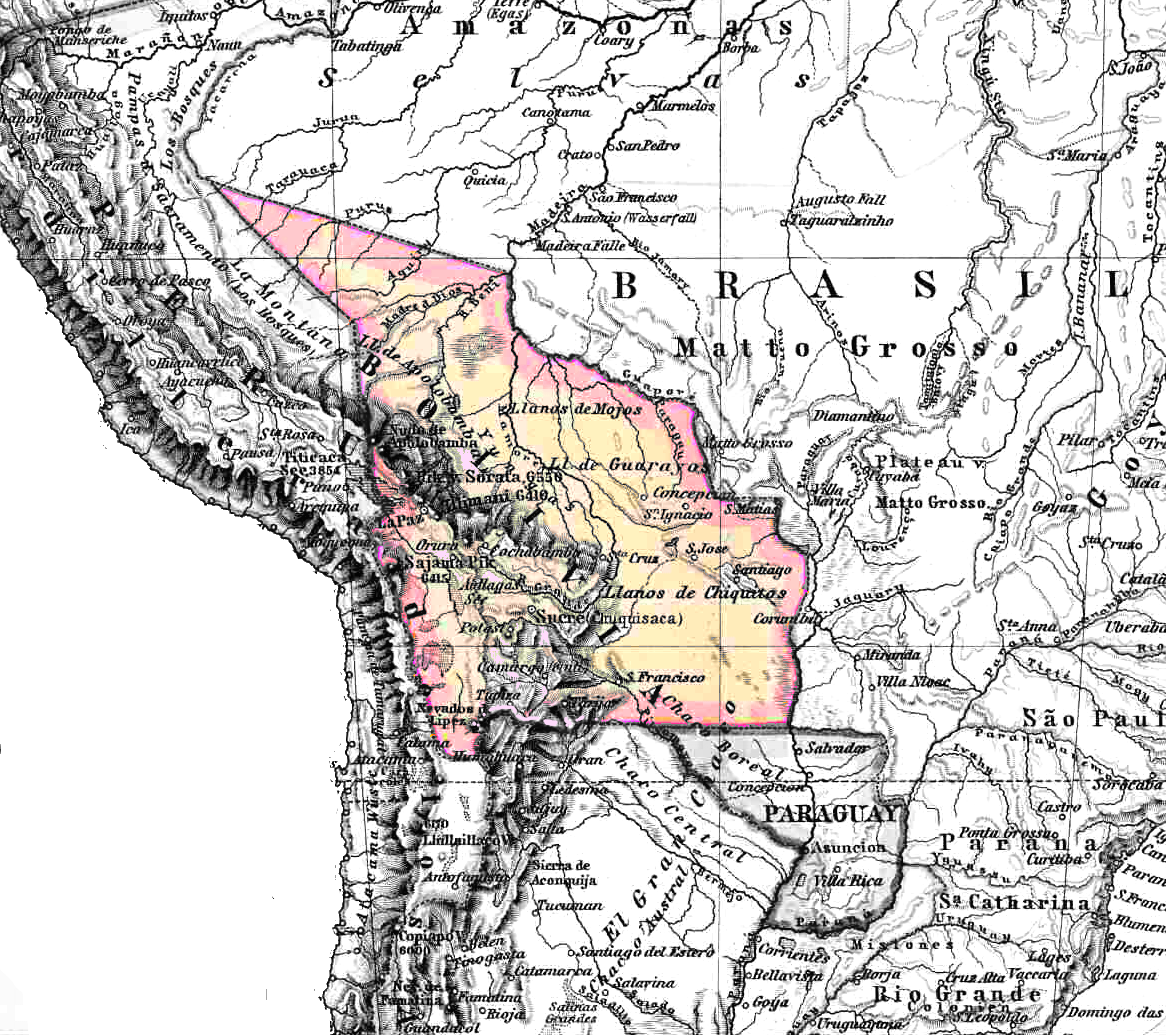
Територія Болівії до 1899 року

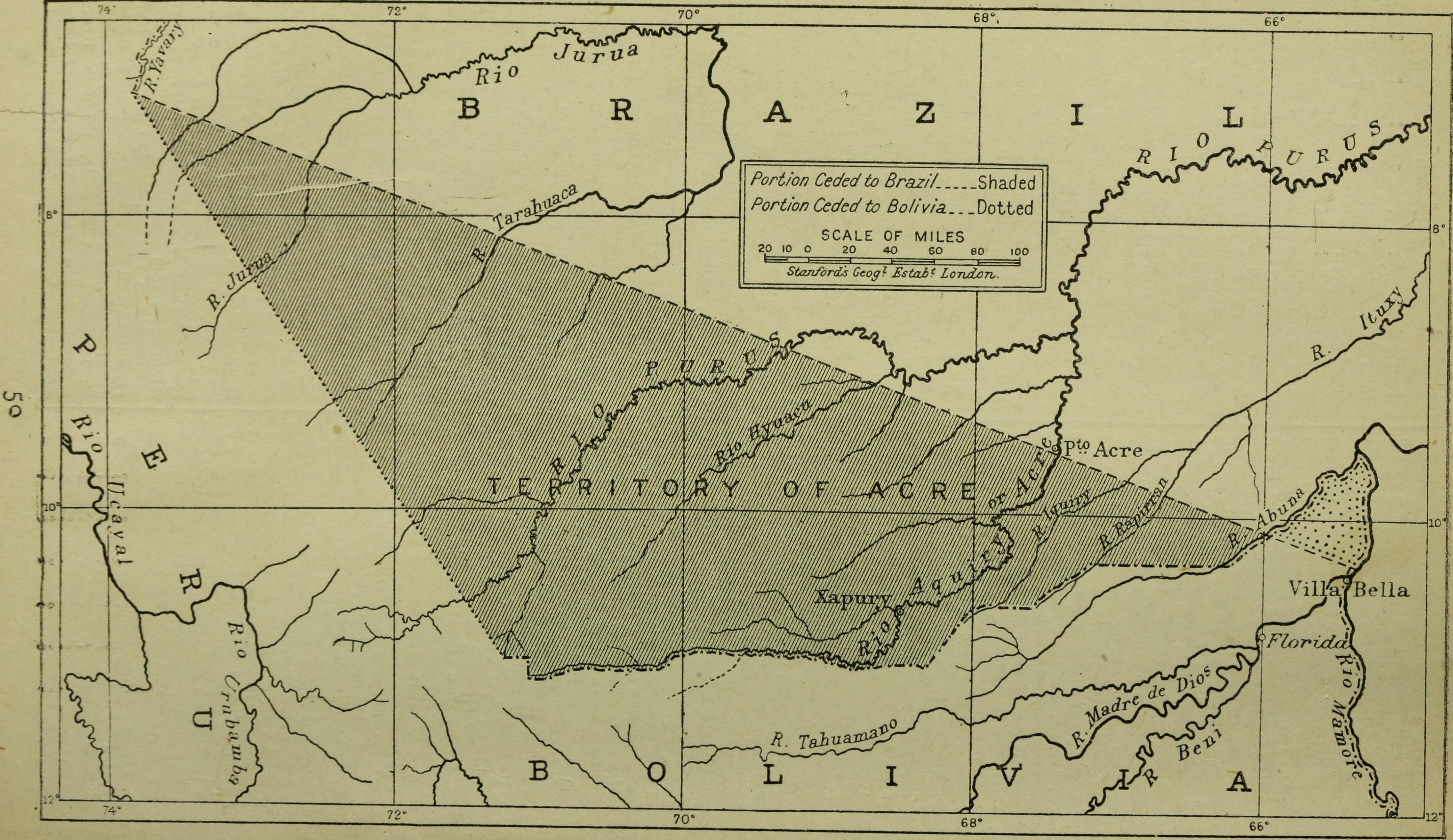
Території, якими поступилися сторони за наслідками війни

Кордони між Болівією та Бразилією встановлено Аякуцьким договором; при цьому провінція Акрі входила до складу Болівії. На той момент вона викликала незначний інтерес через важкодоступність і очевидну малу комерційну привабливості. Її населення складалося з невеликої кількості індіанців, чию національність було складно ідентифікувати, а також зовсім невеликої кількості бразильців і болівійців. Після різкого стрибка цін на каучук наприкінці XIX століття понад 18 тисяч авантюристів та переселенців — переважно з Бразилії — вирушили до провінції для видобутку цієї сировини. Дорог у ній практично не було, тому основними засобами пересування слугували річкові пароплави, а частіше човни і навіть плоти.

## Бойові дії
2 січня 1899 року болівійська влада встановила в Акрі митниці, що спричинило обурення серед бразильських переселенців. 30 квітня останні під керівництвом адвоката Жозе Карвальйо (José de Carvalho) підняли повстання та вигнали болівійських чиновників. Щоб запобігти їх поверненню, губернатор бразильського Амазонаса Жозе Кардозу Рамальо найняв загін іспаномовних авантюристів під керівництвом Луїса Гальвеса, які 4 червня 1899 вступили в місто Порту-Алонсо, перейменували його в Порту-Акрі і проголосили 14 липня так звану Республіку Акрі, спираючись на підтримку влади Амазонасу. Проте 15 березня 1900 року бразильська військово-річкова флотилія досягла Акрі і повалила владу Гальвеса, оскільки бразильський уряд, керуючись Аякуцьким договором, вважав цю територію болівійською. На той час болівійці, з метою знову зайняти регіон, також зібрали невелику армію, проте їм перешкодили бразильські збирачі каучуку, які діяли в регіоні.
У листопаді 1900 року в Акрі знову спалахнуло повстання бразильських переселенців під керівництвом журналіста Орланду Корреа Лопеса, який мав підтримку губернатора Амазонасу Сильверіу Нері. Повсталі, які проголосили відновлення «Республіки Акрі» і оголосили президентом одного зі своїх лідерів на ім'я Карвалью Родрігу (Carvalho Rodrigo), мали у своєму розпорядженні легку гармату, кулемет і близько 200 осіб. Під Різдво вони атакували Порту-Алонсо, але були розбиті болівійськими військами і втратили зброю.
11 червня 1901 року уряд Болівії підписав угоду з американською компанією з Нью-Джерсі «Bolivian Trading Company», яка давала останній широкі привілеї для господарської діяльності на території Акрі, зокрема право на експлуатацію ресурсів регіону протягом 30 років і розміщення там власних збройних сил. Бразилія і Перу, які також претендували на територію, виступили проти підписання цієї угоди. Незабаром в Амазонас прибув бразильський революціонер Жозе Пласіду ді Каштру зі своїми людьми; 1902 року збирачі каучуку уклали з ним та його загоном угоду про спільну боротьбу проти болівійців; до сил ді Каштру приєдналося понад 2000 осіб. Озброївши людей гвинтівками, ді Каштру о 5 ранку 6 серпня 1902 року розпочав наступ; загін із 33 чоловік захопив болівійського віцекороля у його будинку в містечку Шапурі, а болівійських солдатів, які там перебували, також заарештували. Однак 18 вересня на територію Акрі увійшов болівійський загін чисельністю 180 осіб, який розбив погано озброєний авангард сил ді Каштру з 70 осіб. Разом з тим 10 травня 1902 ді Каштру з загоном чисельністю понад 1000 осіб обложив Порту-Алонсо, захопив 14 жовтня окремі укріплення, а на 15 січня 1903 заблокував усі виходи з міста. На цей час бразильці вже захопили представництво американської компанії і кілька невеликих населених пунктів уздовж за течією річки Акрі. На 24 січня під контролем ді Каштру перебувала вся територія Акрі, за винятком Порту-Алонсо, а 27 січня проголошено відновлення республіки Акрі на чолі з президентом Родрігішем Алвішем.
Наприкінці січня президент Болівії Хосе Мануель Пандо вирішив особисто очолити колону чисельністю 600 чи 700 осіб з метою звільнення Порту-Алонсо та відновлення влади в регіоні. Вони вирушили в похід і 23 березня досягли Ріберальти, де зайняли бойові позиції. Бразильський уряд відповів на це негайним висуванням військ до кордонів Мату-Гросу та Акрі та мобілізацією 4000 осіб. 2 квітня ді Каштру зайняв Порту-Алонсо. Поки загін Пандо, який втратив від хвороб і сутичок із бойовиками ді Каштру майже половину бійців, вів бойові дії, болівійський уряд уже 21 березня уклав із Бразилією попередній мирний договір. Як наслідок, президент із солдатами повернувся в Ла-Пас, а 17 листопада підписано Петрополіський договір, який закріплював входження території Акрі площею 190 тис км² до складу Бразилії, але надавав Болівії низку привілеїв у регіоні, грошову компенсацію та низку територій. Після цього «Республіка Акрі» увійшла до складу Бразилії як союзна територія, губернатором якої став Пласіду ді Каштру. 15 червня 1962 року союзна територія Акрі стала штатом. Збройний конфлікт показав перевагу Бразилії над своїми іспаномовними сусідами, з якими вона сперечалася за території вздовж річок атлантичного басейну, витоки яких лежали в Андах, в організації та доставці збройних сил, які досягали спірних територій рівниною, тоді як болівійським і перуанським військам доводилося переходити через Анди.